# Hirstienus
Hirstienus is een geslacht van hooiwagens uit de familie Pyramidopidae.
De wetenschappelijke naam Hirstienus is voor het eerst geldig gepubliceerd door Roewer in 1949. 

## Soorten
Hirstienus is monotypisch en omvat slechts de volgende soort:
- Hirstienus nanus